# 주니어 웰스
주니어 웰스(Junior Wells, 1934년 12월 9일 ~ 1998년 1월 15일)는 본명인 아모스 웰스 블랙모어 주니어(Amos Wells Blakemore Jr.)로서 그는 미국의 시카고 블루스의 보컬, 하모니카 연주자이자 음반 제작자였다. 그는 시카고와 관련된 증폭된 블루스 하프형의 선구자 중 한 사람이었다. 웰스는 그의 대표적인 곡인 "Messin' with the Kid"와 그의 1965년 앨범 《Hoodoo Man Blues》로 가장 잘 알려져 있고, 비평가 빌 달에 의해 "1960년대의 진정한 고전 블루스 앨범들 중 하나"로 선정되었다.
웰스는 머디 워터스, 얼 후커, 버디 가이를 포함한 여러 유명한 블루스 뮤지션들과 공연하고 녹음했다. 그는 그의 경력 동안 내내 블루스 장면에 고정되어 있었으며 롤링 스톤스와 함께 투어를 하는 동안 록 관중들에게 넘어갔다. 웰스가 죽기 얼마 전, 블루스 역사학자인 제라드 헤르샤프트는 그를 '우울증의 황금 시대'의 드문 생존자 중 하나라고 불렀다.

## 음반 목록
†의 표시는 버디 가이와 함께 낸 음반이다.
- Hoodoo Man Blues † (1965)
- It's My Life, Baby! † (1966)
- Chicago/The Blues/Today!, vol. 1 † (1966)
- You're Tuff Enough (1968)
- Coming at You † (1968)
- Live at the Golden Bear (1969)
- Southside Blues Jam † (1969)
- Buddy and the Juniors † (1970)
- In My Younger Days (1972)
- Buddy Guy & Junior Wells Play the Blues † (1972)
- On Tap (1974)
- Live Recording at Yuhbin-Chokin Hall † (1975)
- Live at Montreux † (1977)
- Blues Hit Big Town (1977)
- Drinkin' TNT 'n' Smokin' Dynamite † (1977)
- Pleading the Blues † (1979)
- Got to Use Your Head (1979)
- The Original Blues Brothers (1983)
- Messin' with the Kid, vol. 1 (1986)
- Universal Rock (1986)
- Chiefly Wells (1986)
- Harp Attack! (1990)
- 1957–1966 (1991)
- Alone & Acoustic † (1991)
- Undisputed Godfather of the Blues (1993)
- Better Off with the Blues † (1993)
- Messin' with the Kid 1957–63 (1995)
- Everybody's Getting' Some (1995)
- Come On in This House (1996)
- Live at Buddy Guy's Legends (1997)
- Keep on Steppin': The Best of Junior Wells (1998)
- Best of the Vanguard Years (1998)
- Masters (1998)
- Buddy Guy & Junior Wells † (1998)
- Last Time Around: Live at Legends (1998)
- Junior Wells & Friends (1999)
- Every Day I Have the Blues † (2000)
- Calling All Blues (2000)
- Buddy Guy & Junior Wells † (2001)
- Live Around the World: The Best of Junior Wells (2002)
- Live at Theresa's 1975 (2006)
- Vanguard Visionaries: Junior Wells (2007)